# Cédric Kanté
Cédric Kanté   (Estrasburg, 6 de juliol de 1979) és un exfutbolista malià de la dècada de 2000. Fou internacional amb la selecció de futbol de Mali. Pel que fa a clubs, destacà a RC Strasbourg, OGC Nice i Panathinaikos FC.